# Mischocyttarus buyssoni
Mischocyttarus buyssoni är en getingart som först beskrevs av Adolpho Ducke 1906.  Mischocyttarus buyssoni ingår i släktet Mischocyttarus och familjen getingar. Inga underarter finns listade i Catalogue of Life.